# Napoléon-Jérôme Bonaparte
« Prince Napoléon » redirige ici.  Pour le titre utilisé par les prétendants bonapartistes, voir Prince Napoléon (titre).
Pour les articles homonymes, voir Napoléon (homonymie).
Napoléon Joseph Charles Paul Bonaparte, dit Napoléon-Jérôme, surnommé "Plon-Plon", prince français, dit le prince Napoléon, prince de Montfort, comte de Meudon et de Moncalieri, né le 9 septembre 1822 à Trieste et mort le 17 mars 1891 à Rome, est une personnalité politique et militaire française du Second Empire, cousin germain de l’empereur Napoléon III.

## Biographie

### Jeunesse
Fils cadet de Jérôme Bonaparte (le prince Jérôme), ancien roi de Westphalie, et de Catherine de Wurtemberg, le prince Napoléon naît en exil à Trieste. Il est le frère de la princesse Mathilde. Il est baptisé Napoléon pour honorer son illustre oncle décédé l'année précédant sa naissance, même si normalement le prénom de Napoléon revenait, par tradition au seul ainé de la famille et donc l'héritier présumé du trône impérial, ce qu'il n'était pas. Lors d'une visite un dimanche à sa grand mère Maria Letizia, alors qu'il était enfant, celle-ci lui demanda innocemment "Et toi ? Comment tu t'appelles ?" ce à quoi il répondit "Plon-Plon", un surnom entretenu par sa soeur Mathilde, qui le suivra toute sa vie.
À la mort de sa mère en 1835, il est accueilli par sa tante Hortense à Arenenberg, où il se lie d'amitié avec son cousin germain Louis-Napoléon qui devint son précepteur le temps de son séjour. Il suit, de 1837 à 1840, des études militaires à Ludwigsburg et devient officier dans le régiment des Gardes du roi de Wurtemberg. En juillet 1842, il voyage en compagnie d'Alexandre Dumas à Livourne et dans l'archipel toscan, où les deux hommes visitent l'île de Montecristo, que Dumas met au cœur de son célèbre roman.
En 1845, avec l'aide de Adolphe Thiers, il séjourne à Paris et rencontre à cette occasion le roi Louis-Philippe, mais leur court entretien est d'une grande froideur, puisqu'à ce moment le cousin du Prince, Louis-Napoléon est emprisonné au fort de Ham.
En 1847, le prince Napoléon se rend à Londres pour y retrouver son cousin qui vient de s'évader de la forteresse de Ham. À l'insu de Louis-Napoléon, il a une liaison avec la célèbre tragédienne Rachel, dont son cousin est également l'amant.

### Sous la Deuxième République
Après la chute de Louis-Philippe, et l'avènement de la Deuxième République, il se présente en Corse à la députation, lors des élections de 1848, sous l'étiquette républicaine, il est élu à plus de 77% des suffrages, devenant le plus jeune membre de l'Assemblée constituante, (il a 26 ans). Il siégea à l'extrême-gauche de l'hémicycle, sous la bannière rouge des républicains, ce qui lui valu le surnom de "Prince rouge".
Réélu député de la Sarthe lors des élections législatives de mai 1849, il reste fidèle au parti de la Montagne, ce qui lui vaut le surnom de « prince de la Montagne ». Il s'oppose ainsi à son cousin, qui a été élu président de la République avec le soutien du parti de l'Ordre et qui se débarrasse momentanément de lui en l'envoyant comme ministre plénipotentiaire à Madrid. Après le coup d'État du 2 décembre 1851, il intervient auprès de son cousin pour atténuer la répression contre les républicains.

### Sous le Second Empire
Prince français, Altesse impériale et sénateur en 1852, général de division en 1853, il est président de l'Exposition universelle de 1855. Du 16 juin 1856 au 6 octobre 1856, il conduit un voyage dans les mers du Nord à bord de la corvette La Reine Hortense visitant l'Ecosse, l'Islande, l'Ile de Jean Mayen, le Groënland, les îles Féroé et Shetland et les pays Scandinaves,. Il devient ministre de l'Algérie et des Colonies de 1858 à 1859. Napoléon Jérôme est un personnage important de la famille impériale pendant le Second Empire. Il incarne en effet l'aile gauche - anticléricale et démocrate - du mouvement bonapartiste face à une aile droite conservatrice et autoritaire dirigée par Eugène Rouher, son rival. Mais cette tendance, représentée par le « groupe du Palais-Royal » - où l'on trouvait les journalistes Émile de Girardin et Adolphe Guéroult, ainsi que le saint-simonien François Barthélemy Arlès-Dufour - ne concerne qu'une minorité du parti bonapartiste.
Jusqu'au 16 mars 1856, jour de la naissance du prince impérial Louis-Napoléon, "Plon-Plon" pouvait espérer succéder à Napoléon III (dont il n'était néanmoins que l'héritier secondaire, après son père Jérôme), mais ce dernier ne faisait pas confiance aux capacités politiques de son cousin. Il lui confie cependant plusieurs missions diplomatiques.

#### La Guerre de Crimée (1853-1856)

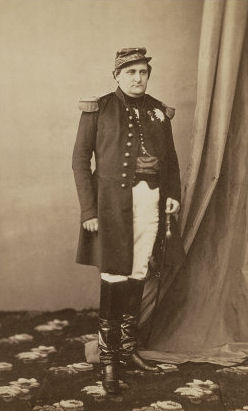
En uniforme militaire, à l'époque de la guerre de Crimée.

Pendant la guerre de Crimée, il se fait remarquer pour ses excentricités, en dehors de toutes hiérarchies, et arborant un uniforme de général de division débraillé sans en avoir le grade, et un sabre turc non règlementaire. Stationné à Varna, sur les rives de la mer Noire, avec la 3e division il s'implique particulièrement auprès de ses soldats, partageant avec eux leur quotidien et les problèmes de rationnement, ce qui lui vaut une certaine popularité et le sobriquet de "père Bugeaud ressuscité" en référence au Maréchal de France. Il commet néanmoins une grossière erreur en ordonnant à ses hommes d'attaquer les arrières de l'armée impériale russe à Dobroudja dans le Delta du Danube, essuyant de lourdes pertes de 7 000 à 8 000 hommes dans les marécages. Il commande avec bravoure une division lors de la bataille de l’Alma ouvrant la route de Sebastopol, la victoire lui vaut la réputation de héros à Paris, inscrivant ses pas dans ceux de son glorieux oncle. Il repousse une contre-attaque russe le 17 octobre 1855, n'hésitant à braver le danger sous les feux de l'ennemi. Plaidant pour des offensives supplémentaires et un harcèlement des troupes russes, il tombe en désaccords avec le général Canrobert et décide de rentrer en France avant la fin du conflit, ce qui vaut à "Plon-Plon" le perfide surnom de « Craint-plomb».

#### Prince impérial

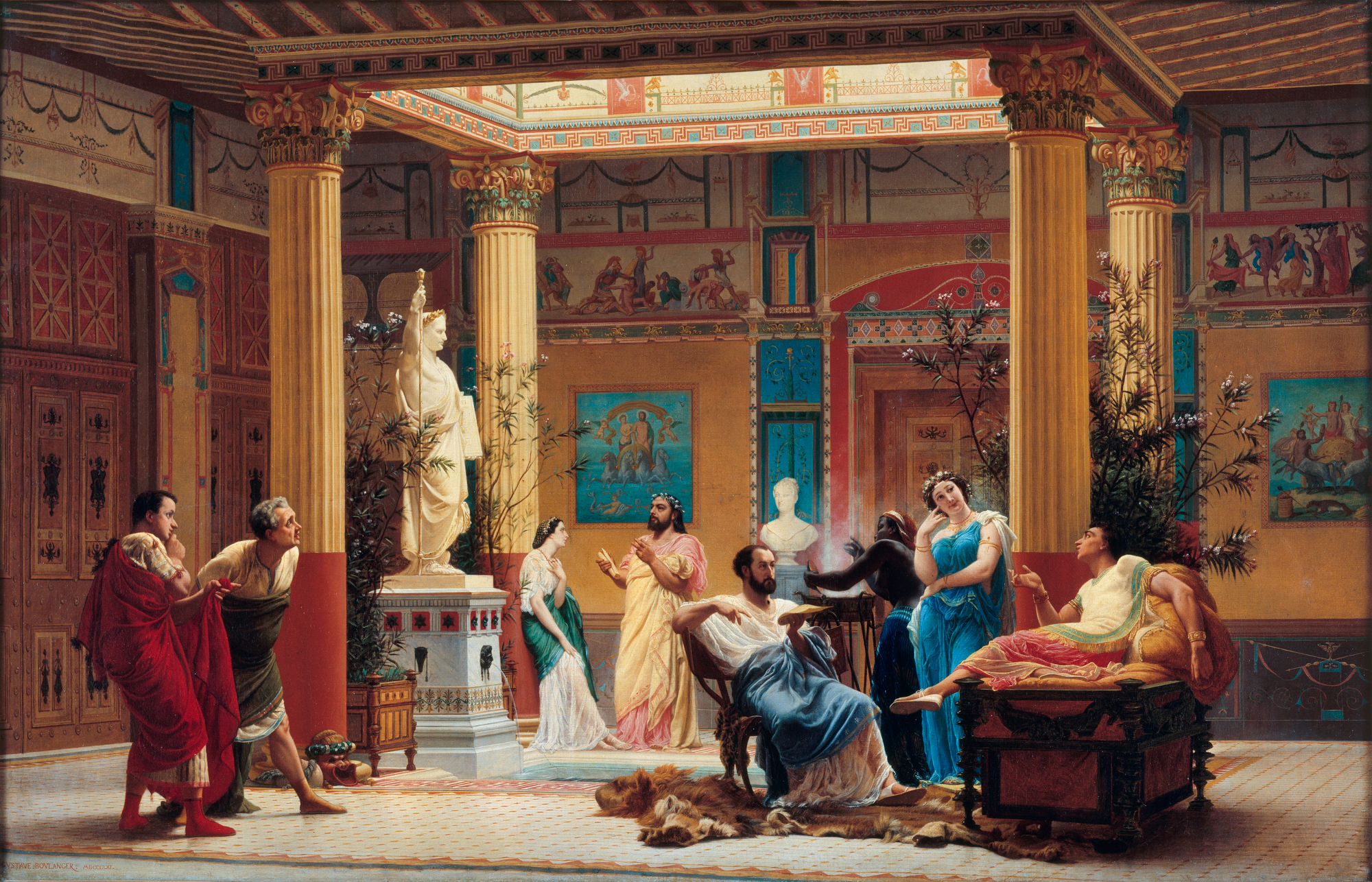
Répétition du Joueur de flûte et de La Femme de Diomède chez le prince Napoléon dans l'atrium de sa maison pompéienne (Gustave Boulanger, 1861).

Il a la jouissance du Palais-Royal et du château de Meudon, alloués à son père par Napoléon III. En 1855, il se fait également construire par l'architecte Alfred Normand (qui suit les conseils de Jacques Ignace Hittorff) un hôtel particulier de style néo-pompéien sur l'avenue Montaigne, suivant les goûts de sa maîtresse d'alors, la tragédienne Rachel. Celle-ci ne voit pas l'ouvrage terminé, décédant deux ans (1858) avant l'achèvement des travaux (1860). Il revend sa villa pompéienne en 1866 ; elle est utilisée par Théophile Gautier puis Arsène Houssaye comme musée, avant de tomber en ruine et d'être détruite en 1891.

#### Ministre de l'Algérie et des Colonies (1858-1859)
Ministre de l'Algérie et des Colonies de 1858 à 1859, il plaida régulièrement pour un rapprochement entre les colons et indigènes : "Nous sommes en présence d'une nationalité armée et vivace, qu'il faut éteindre par l'assimilation, et d'une population européenne qui s'élève ; il faut concilier ces interêts opposés".
Il imposa à ce titre la présence de deux notables arabes dans les conseils généraux des Provinces, et facilita les transactions immobilières pour les musulmans et Juifs d'Algérie, ce qui lui valu des critiques des parties cléricaux.

#### Campagne d'Italie (1859)

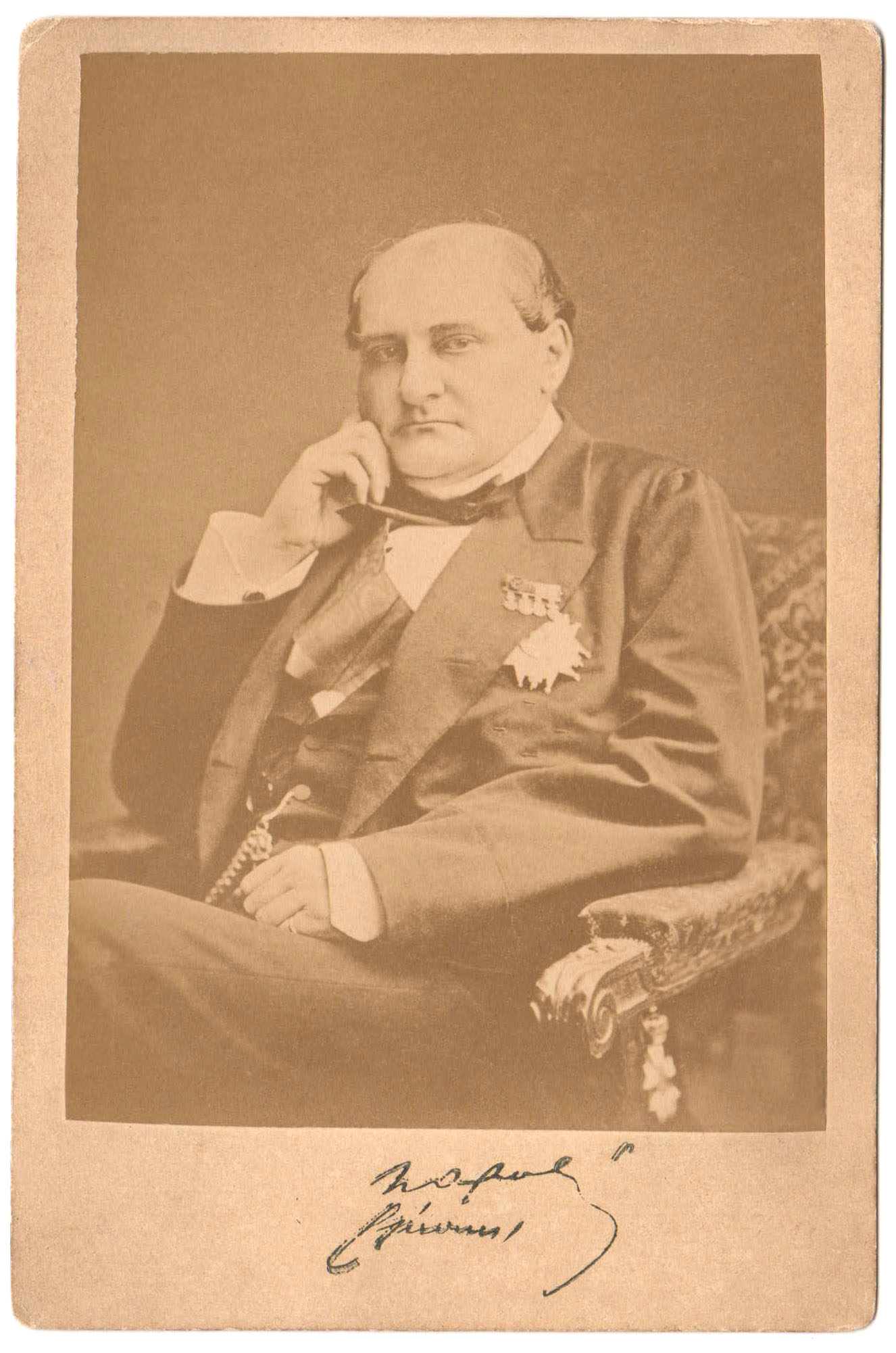
Napoléon-Jérôme Bonaparte (1822-1891).

En 1859, son mariage avec la fille du roi de Piémont-Sardaigne s’inscrit dans la stratégie tracée par Napoléon III et Cavour lors de l’entrevue de Plombières (voir l'article Politique italienne de Napoléon III). Favorable depuis toujours à la cause de l’unité italienne, en désaccord avec le ministre des affaires étrangères Alexandre Walesky, il commande le Ve corps de l'armée d'Italie (plus de douze mille hommes) en Toscane durant la Seconde guerre d’indépendance italienne. Les troupes qu'il commande étant dépareillées et désorganisées, il est encore une fois victime des moqueries et de railleries de la part de l'opinion publique de l'époque. Cela ne l'empêche pas d'obtenir quelques succès diplomatiques et d'être envoyé à Vienne par Napoléon III afin de finaliser le texte d'armistice entre la France et l'Autriche, c'est à cette occasion qu'il parvient à obtenir l'abandon final de la Lombardie à la France.

#### Retrait des affaires publiques et voyages
A partir de 1860, le Prince se retire des affaires et effectue plusieurs voyages à bord de son yacht Jérome-Napoléon, il se rendit en Angleterre, en Ecosse et en Irlande pour étudier l'agronomie britannique. Puis en 1861, il se rend au Maghreb avant d'embarquer pour les États-Unis frappés de plein fouet par la guerre de Sécession. Il rencontre à cette occasion le Président Abraham Lincoln dont il note une barbe "vulgaire" et des habits noirs "mal mis". Il découvrit New York et la région des Grands Lacs, et Chicago. Il fut particulièrement écoeuré du sort réservé aux Amérindiens, mais fut agréablement surpris de rencontrer des Noirs américains dans les wagons de première classe, en train.
Après son épopée américaine, il se rendit une nouvelle fois en Angleterre puis en Egypte, ou il eu l'occasion de voir les travaux du creusement du Canal de Suez menés par Ferdinand de Lesseps.

#### La disgrâce du Prince et chute de l'Empire
Plon-Plon tombe en disgrâce en 1865 après avoir prononcé, lors de l'inauguration d'un monument à Ajaccio, le 15 mai, un discours favorable à un empire libéral. Il se retire alors dans sa villa Prangins, à Gland. Faisant appel à l'architecte Émile Trélat, il s'y est fait construire cette grande demeure en 1860 à La Bergerie (immense domaine à cheval sur les communes de Gland et de Prangins), au bord du lac Léman.
En 1870, il entreprit à bord de son yacht une expédition en destination des régions boréales et le Spitzberg. Le 13 juillet 1870, il franchit le cercle polaire et débarqua à Tromstø. Il reçut un certain nombre de dépêches lui annonçant l'imminence du conflit avec la Prusse, puis un ordre de son cousin lui intimant de rentrer en France, il dut donc renoncer à son voyage et faire demi-tour.
Arrivé en France, il assiste, impuissant aux défaites de l'armée impériale, mais continue de plaider pour une lutte courageuse. Il est envoyé en Italie afin de rallier le Roi Victor-Emmanuel, sans succès. Son épouse Clotilde quitte le Palais-royal le 5 septembre 1870. Il rejoint le couple impérial installé à Chilslehurst, mais sa mésentente avec Eugénie le contraint de retourner en Suisse.
Le prince Napoléon était franc-maçon, membre de la loge des Amis de la Patrie, Grand-croix de la Légion d'honneur (décret du 3 janvier 1853) et titulaire de la médaille militaire (décret du 19 septembre 1854).

### Après la chute de l'Empire
Après le désastre de la guerre franco-allemande, la chute de l'Empire et la proclamation de la République, le prince Napoléon ne quitte pas l'arène politique : il est élu conseiller général de la Corse en 1871 et à nouveau député de la Corse en 1876. Son titre de général de division lui est retiré en 1873 par le gouvernement (il attaquera sans succès cette décision devant le Conseil d'État). Mais après la mort de Napoléon III, il se querelle avec l'impératrice Eugénie et, surtout, avec Eugène Rouher, chef des bonapartistes conservateurs, contre lequel il se présente aux élections de 1876. Élu député, en mai 1877 il est l'un des signataires du manifeste des 363 contre la politique du président Mac-Mahon et l'instauration du monarchiste duc de Broglie à la présidence du Conseil. Il est battu aux élections d'octobre de la même année, par le baron Haussmann.
La mort inattendue du prince impérial Louis-Napoléon, unique fils légitime de Napoléon III, en Afrique du Sud en 1879, fait de lui en principe le chef de la Maison Napoléon, mais les bonapartistes se rallient majoritairement à son fils aîné Victor (1862-1926), alors âgé de 17 ans, au demeurant désigné comme son successeur par le prince impérial. Le père, appelé Napoléon V par ses partisans, et le fils s'opposent alors durement l'un à l'autre.

### Manifeste, exil, puis décès

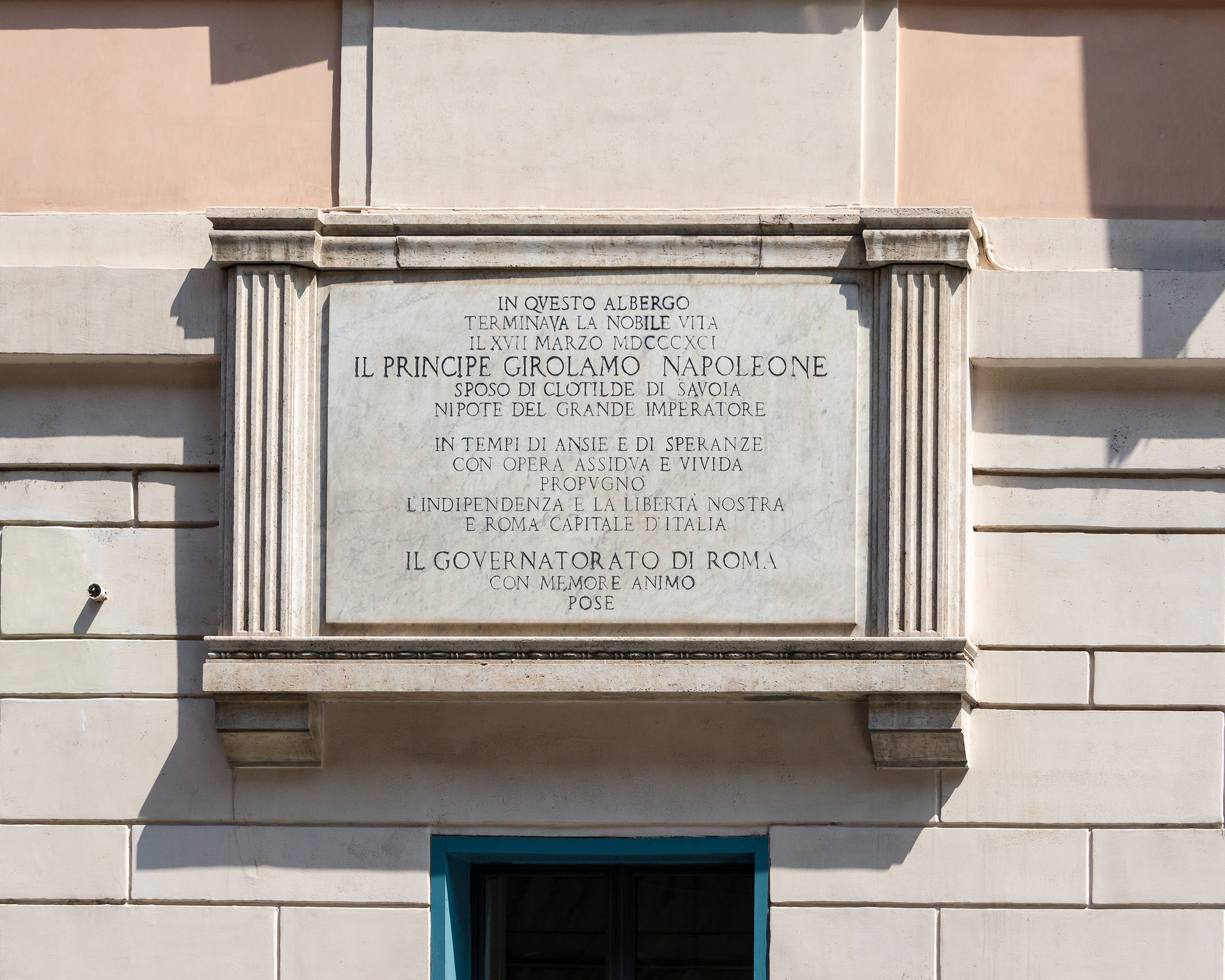
Plaque commémorative sur la façade de l'« Hôtel de Russie » à Rome, où mourut il Principe Girolamo Napoleone, le 18 mars 1891.

Une décision est rendue contre lui le 9 janvier 1883 dans le cadre d'une inculpation pour "tentative d'attentat ayant pour but de détruire ou changer le gouvernement".
Le 16 janvier 1883, il est arrêté pour avoir fait placarder dans Paris un manifeste bonapartiste. Très vite libéré, il est banni de France en 1886 par la loi d'exil frappant tous les membres des familles ayant régné sur la France. Retiré à Prangins, il y reçoit en janvier 1888 Georges Boulanger, qui cherche à obtenir le soutien des bonapartistes. Il lui en donne un soutien secret qui n'a finalement que peu d'influence puisque les jérômistes s'organisent sans lui via Georges Thiébaud. Le soutien officiel n'est que de courte durée et dès mai, Thiébaud est écarté tandis que le prince ne joue plus aucun rôle.
Il meurt en 1891 lors d'un séjour à Rome où il avait l'habitude de passer ses hivers.
Il est enterré à Turin, le 19 mars, et y repose encore au côté de sa femme, dans la crypte des Savoie de la basilique de Superga.
L'ouverture de son testament, le jour même de l'enterrement, déclencha un scandale : il y déshéritait son épouse et deux de leurs trois enfants, Victor et Marie-Laëtitia, au profit du troisième, Louis. Non conforme à la loi républicaine, le testament ne fut pas appliqué, Louis n'ayant de plus aucune prétention à faire valoir ses droits dynastiques.

## Vie privée

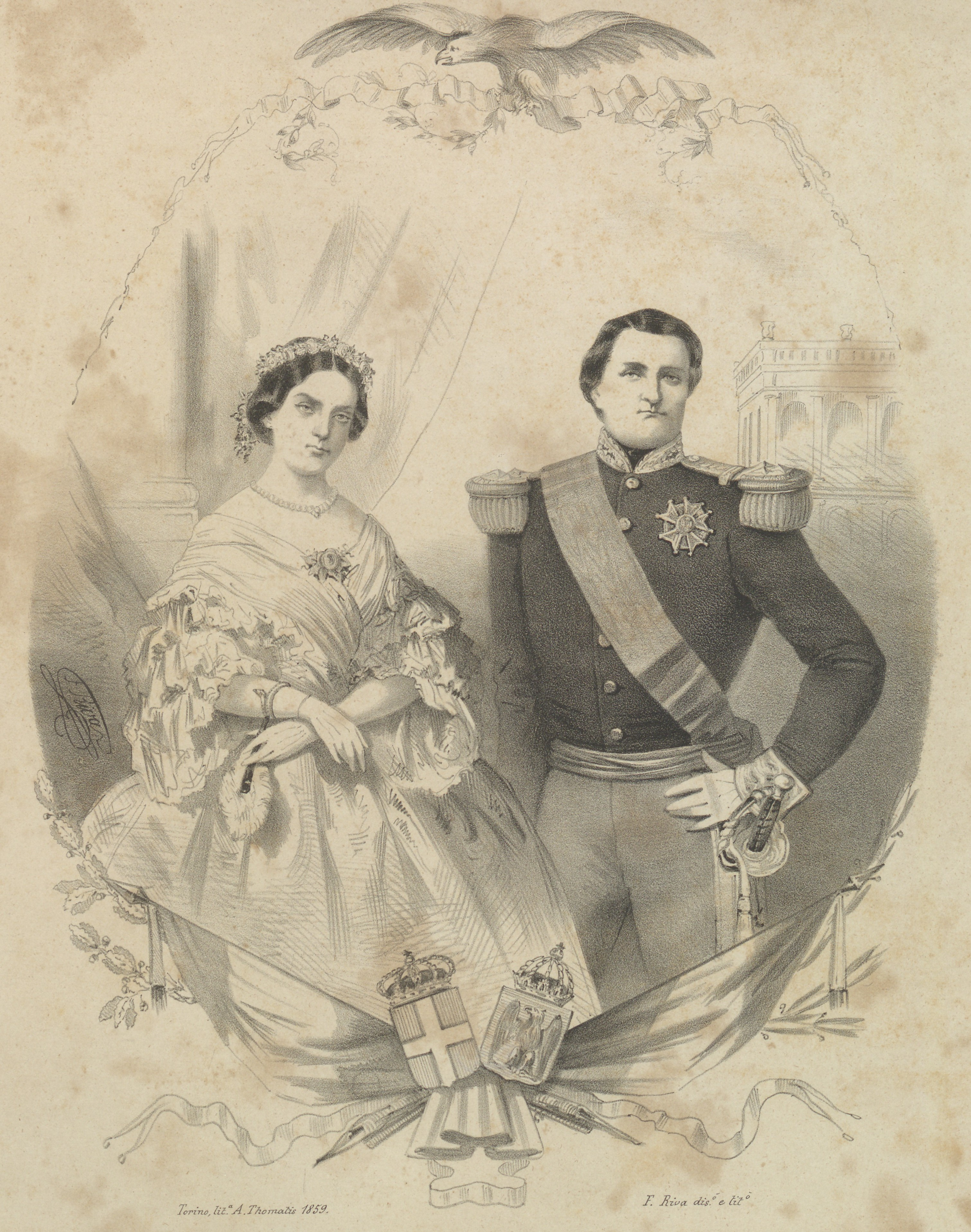
Jérôme Napoléon et Clotilde de Savoie.

Il est l'un des clients les plus connus de la courtisane Anne Deslions,.

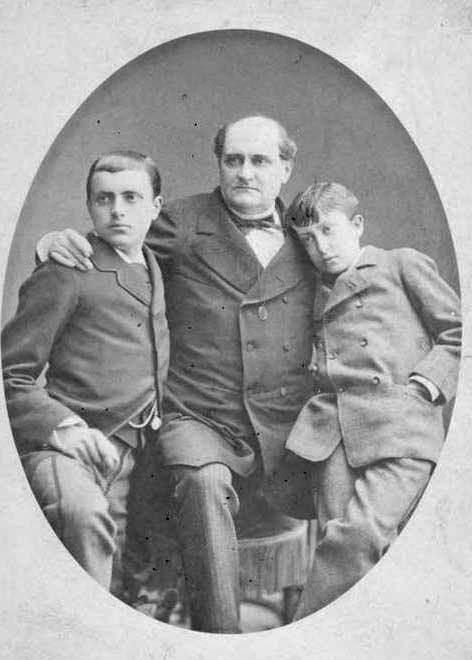
Le prince Napoléon et ses deux fils.

En 1859, il épouse Clotilde de Savoie, fille de Victor-Emmanuel II d'Italie. Leurs descendants continuent jusqu'à nos jours la seule ligne directe mâle légitime de chefs de la Maison impériale. Trois enfants sont issus de ce mariage :
- le prince Victor Napoléon[2], « prince Napoléon » (1862-1926), dit Victor Bonaparte, chef de la Maison impériale (1891-1926), Napoléon V pour ses partisans.
- le prince Louis Napoléon[2] (1864-1932), dit Louis Bonaparte.
- la princesse Marie-Laëtitia Napoléon[2], duchesse d’Aoste (1866-1926), épouse d’Amédée de Savoie, duc d’Aoste et ancien roi d’Espagne.

Il a par ailleurs deux enfants avec Marie Scheppers, épouse d'Hervé de Carbonnel, marquis de Canisy (branche cadette des anciens seigneurs de Canisy). Le marquis et la marquise de Canisy divorceront en 1875, une fois la liaison entre la marquise et le prince Napoléon devenue de notoriété publique. L'acte de naissance de ces deux enfants indique qu'ils sont de « parents inconnus », mais le prince Napoléon leur écrira jusqu'à sa mort en se présentant comme leur « parrain ». Il s'agit de :
- Lucien de Céligny, qui épouse Mlle Maria Luisa Daireaux, d'où une fille unique, Léticia de Céligny, qui épouse Harold Fitch. Ils ont un fils, Douglas Lucien Jérôme Jacques Fitch-Celigny, marié à Lucila Castro-Fuentès, d'où cinq enfants ; ils vivent actuellement entre la France et l'Argentine. Ils ont également une fille, Béatrice Marie-Louise Catherine Fitch-Céligny, mariée au pianiste concertiste François-Joël Thiollier ;
- Catherine de Céligny, qui épouse le docteur Edmond Lévy-Solal, médecin obstétricien, professeur à la Faculté de médecine de Paris, membre de l'Académie de médecine ; les enfants portent le nom de Solal-Céligny (dont Jérôme Solal-Céligny, conseiller d'État, un des auteurs de la Constitution de la Ve République en 1958[24]).

## Hommages
- Une variété de rose lui est dédiée en 1864 sous le nom de 'Prince Napoléon', ainsi qu'une variété de poire, sous le même nom.

## Exposition
- « Plon-Plon, un Bonaparte rouge et or », musée Fesch, 24 juin au 2 octobre 2023.

## Titre bonapartiste et décorations

### Titre bonapartiste

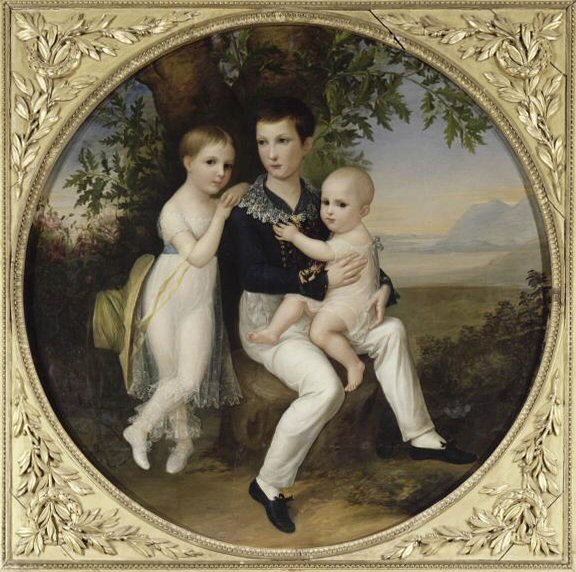
« Plon-Plon » dans les bras de son frère aîné Jérôme Napoléon Charles, prince de Montfort. Leur sœur, Mathilde, est représentée à gauche. Tableau de Stapleaux, 1825 (musée Fesch, Ajaccio).

Il était connu comme « le prince Napoléon » et était familièrement appelé « Plon-Plon ». Ce surnom proviendrait de sa difficulté à se présenter étant enfant devant Letizia Bonaparte. Parfois désigné sous le nom de « Napoléon V », il ne fut, en réalité, jamais pleinement reconnu comme le chef de la maison impériale. En 1879, après la mort du prince impérial, les bonapartistes lui préfèrent son fils aîné, le prince Victor, ou, dans une moindre mesure, son fils cadet, le prince Louis Napoléon, colonel dans la garde impériale russe.

### Décorations
- Médaille militaire (19 septembre 1854) en tant qu'officier général[19]
- Grand-croix de la Légion d'honneur[26] (3 janvier 1853)
- Chevalier grand-croix de l'ordre royal de Victoria (21 août 1855)[27]
- Ordre du Médjidié (Empire ottoman)[27]
- Chevalier de l'ordre des Séraphins (Suède)[28]
- Ordre de Saint-Olaf (1856)[29]